# Allium rhynchogynum
Allium rhynchogynum är en amaryllisväxtart som beskrevs av Friedrich Ludwig Diels. Allium rhynchogynum ingår i släktet lökar, och familjen amaryllisväxter. Inga underarter finns listade i Catalogue of Life.